# The 1st Driveby
The 1st Driveby to mixtape amerykańskiego rapera Kartoona, wydany w 2007 roku przez DJ-a Stronga.
- Utwór "1st Driveby" to freestyle Kartoona, który pierwszy raz pojawił się na "We in Here (Official Ruff Ryder Mixtape)".
- "Blood in the Streets" to utwór pochodzący z "The Redemption Vol. 4" Ruff Ryders, jednak nieznacznie ucięty na początku i na końcu.

## Lista utworów
| #  | Tytuł                            | Występujący | Długość |
| -- | -------------------------------- | --- | ------- |
| 1  | "DJ Strong HipHopWest.com Intro" | DJ Strong | 0:34    |
| 2  | "Can't Stop Me"                  | Kartoon | 1:54    |
| 3  | "Don't Luv Me"                   | Kartoon | 1:39    |
| 4  | "Hop Out"                        | Kartoon | 1:46    |
| 5  | "Ruff Muthafuckin Ryda"          | Kartoon | 2:04    |
| 6  | "Drive by Music"                 | Kartoon | 1:29    |
| 7  | "1st Driveby"                    | Kartoon | 1:33    |
| 8  | "Take Another Breath"            | Kartoon | 1:39    |
| 9  | "Monster"                        | Kartoon | 3:02    |
| 10 | "Run and Tell Ya Gangstaz"       | Kartoon | 3:50    |
| 11 | "Live From the Streets of CA"    | Kartoon | 1:22    |
| 12 | "Ghetto Fabulous"                | - Intro: Spider Loc - Refren: Papasmirf - Pierwsza zwrotka: Kartoon - Druga zwrotka: Spider Loc - Trzecia zwrotka: J. Spitz          | 3:46    |
| 13 | "I'm All In"                     | Kartoon | 1:52    |
| 14 | "Go Momma"                       | - Intro: Aja Lorraine - Refren: Kartoon - Wszystkie zwrotki: Kartoon - Outro: Aja Lorraine                                           | 2:55    |
| 15 | "Say Nothin"                     | Kartoon | 2:58    |
| 16 | "Blood in the Streets"           | - Refren: Kartoon, J. Spitz - Wszystkie zwrotki: Kartoon                                                                             | 3:19    |
| 17 | "Why'd They Sign You"            | Kartoon | 1:19    |
| 18 | "Gang Bang Capitol"              | - Pierwsza zwrotka: Slim the Mobster - Druga zwrotka: 40 Glocc - Trzecia zwrotka: Kartoon                                            | 3:51    |
| 19 | "Keep That Gloc"                 | - Intro: Kartoon - Refren: Big Zo - Wszystkie zwrotki: Kartoon                                                                       | 2:14    |
| 20 | "Never Heard a Flow"             | Kartoon | 1:37    |
| 21 | "Thug Angels"                    | - Intro: Street Phame - Pierwsza zwrotka: Street Phame - Druga zwrotka: Kartoon                                                      | 1:48    |
| 22 | "Blatt"                          | - Intro: Drag-On, Kartoon - Refren: Kartoon - Pierwsza zwrotka: Kartoon - Druga zwrotka: Drag-On - Trzecia zwrotka: Kartoon, Drag-On | 3:36    |
| 23 | "Holla Rite Back"                | Kartoon | 1:24    |
| 24 | "Saga Continues"                 | - Kartoon - Miejscami można też usłyszeć Big Mike'a                                                                                  | 1:14    |
| 25 | "You Got My Back"                | - Refren: Kartoon, J. Spitz - Wszystkie zwrotki: Kartoon, Street Phame, J. Spitz & Thug Angel Ent                                    | 3:28    |
| 26 | "Back in the Day"                | - Pierwsza zwrotka: Turf Talk - Druga zwrotka: Turf Talk - Trzecia zwrotka: Kartoon                                                  | 4:24    |